# Macho Macho
Macho Macho ist ein Lied, das dem österreichischen Liedermachers Rainhard Fendrich in der Bundesrepublik Deutschland und der Schweiz zum kommerziellen Durchbruch verhalf.

## Hintergrund und Veröffentlichung

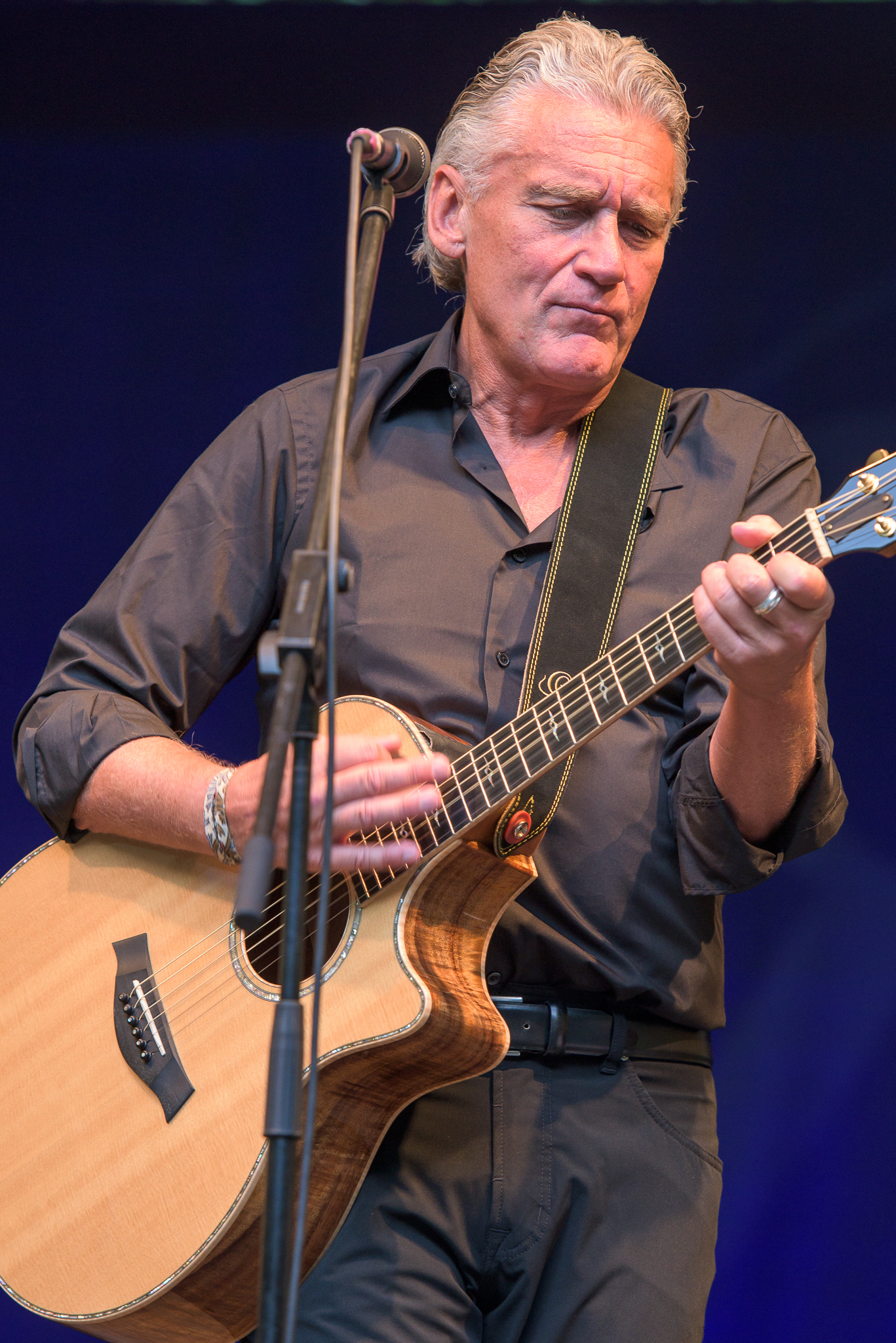
Rainhard Fendrich 2015

Nach eigenen Angaben schrieb Fendrich das Lied 1988 mit einfachen Kreuzreimen binnen 20 Minuten als Gegenreaktion auf einen Artikel in der Zeitschrift Brigitte, in dem eine Abkehr vom Softie hin zum Macho gefordert wurde. Er habe mit dem Song, den er eher als Albernheit gesehen habe, ein ironisches Statement abgeben wollen. Das Lied ist komplett in Wienerischem Dialekt gesungen. Die Musik ist ein mexikanisches Volkslied. Die B-Seite der Schallplatte beinhaltete das Lied eingesungen auf Spanisch.
Die Nummer war keine Auskopplung aus einem Album Fendrichs, sondern erschien gesondert sowohl als 7" Single als auch 12" Maxi-Single bei Ariola. Produziert wurde Macho Macho von Tato Gomez, der mit der Single ebenfalls seinen kommerziellen Durchbruch feierte. Fendrich und Gomez haben seitdem bei weiteren Projekten erfolgreich zusammengearbeitet. Auf einem Album wurde die Nummer 1992 erstmals auf I Am From Austria sowie in der Liveversion bereits 1989 auf dem Mitschnitt Das Konzert veröffentlicht. Weiterhin enthielt die Compilation Macho Macho von 1994 den gleichnamigen Song.

## Kommerzieller Erfolg
In  Österreich erreichte die Single Platz eins und hielt sich dort 30 Wochen in den Charts. Fendrich bekam dafür in Österreich die Goldene und die Platin-Schallplatte. Neben dem Platz 3 in den Deutschen Charts im Jahr 1988 schaffte es die Single auf den ersten Platz in der ZDF Hitparade. In der Bundesrepublik wurde das Lied als erstes Werk des Liedermachers mit einer Goldenen Schallplatte ausgezeichnet. In der Schweiz erreichte die Single einen dritten Platz in der nationalen Hitliste.  
Die Nummer, die Fendrich meist unplugged spielt, zählt zu den Höhepunkten seiner Konzerte und wird von den Fans textsicher mitgesungen.